# Nunca (canción)
Nunca es una canción con letra del poeta Ricardo López Méndez y música del compositor, músico y cantante Augusto Cárdenas, más conocido como "Guty Cárdenas". La primera versión de esta canción fue presentada en el concurso La canción mexicana en el Teatro Lírico de la Ciudad de México, en 1927, ganando el primer lugar en este concurso. Se trata de una canción al ritmo de clave que se volvió rápidamente muy popular debido principalmente a su nostálgica letra. También se le considera una pieza de oro de la trova yucateca.

## Letra
| Texto original Yo sé que nunca besaré tu boca, tu boca de púrpura encendida, yo sé que nunca, llegaré a la loca Y apasionada fuente de tu vida. Yo sé que inútilmente te venero, qué inútilmente el corazón te evoca, pero a pesar de todo yo te quiero, pero a pesar de todo yo te adoro aunque nunca besar pueda tu boca. |